# Danilo Finazzi
Danilo Finazzi (Calcinate, 23 settembre 1976) è un ex pallavolista italiano.

## Biografia
Centrale di 201 centimetri, cresce nelle giovanili dell'Olimpia Pallavolo, con cui disputa cinque campionati di serie B1 dal 1995 al 2000. Passa poi alla Pallavolo Crema, sempre in B1, mentre nel 2001-2002 gioca in A2 con la Gabeca Brescia. Nel 2002 rientra a Crema e vi resta fino al 2010, con una parentesi a Bergamo nel 2006-2007.
L'esordio in serie A1 avviene nel 2010, dopo il passaggio all'Umbria Volley San Giustino.